# Tour de Fuzhou
Le Tour de Fuzhou est une course cycliste par étapes disputée en Chine dans la région de Fuzhou. Il fait partie de l'UCI Asia Tour entre 2012 et 2019, en catégorie 2.2. 

## Palmarès
| Année | Vainqueur         | Deuxième          | Troisième              |
| ----- | ----------------- | ----------------- | ---------------------- |
| 2012  | Choi Ki Ho        | David McCann      | Koos Jeroen Kers       |
| 2013  | Rahim Ememi       | Milan Kadlec      | Koos Jeroen Kers       |
| 2014  | Samad Poor Seiedi | Amir Kolahdozhagh | Ghader Mizbani         |
| 2015  | Rahim Ememi       | Ahad Kazemi       | Jasper Ockeloen        |
| 2016  | Arvin Moazemi     | Peter Schulting   | Hamid Pourhashemi      |
| 2017  | Jai Hindley       | Fung Ka Hoo       | Stanislau Bazhkou      |
| 2018  | Ilya Davidenok    | Benjamin Dyball   | Lyu Xianjing           |
| 2019  | Artur Fedosseyev  | Ilya Davidenok    | Carlos Julián Quintero |